# Pedra Solovetsky

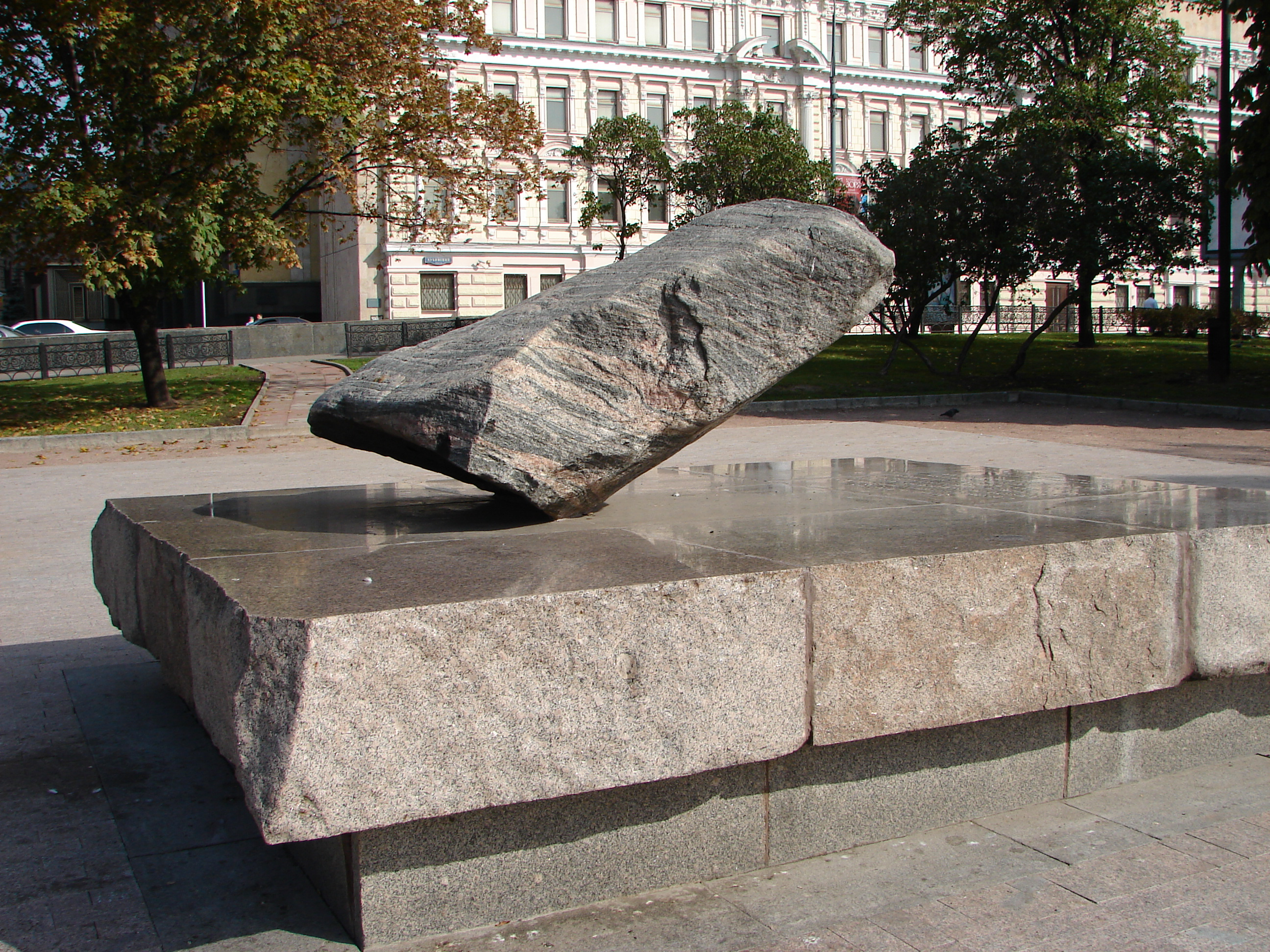
A Pedra Solovetsky em Moscou.

A Pedra Solovetsky (em russo:  Солове́цкий ка́мень, transl. Solovétskiy kámen') é um monumento na Praça Lubyanka, em Moscou, às vítimas da repressão política. Fica bem próximo do Edifício Lubyanka, sede desde 1918 de vários serviços de segurança russos, da Cheka ao atual FSB. O monumento é feito de uma grande pedra trazida das Ilhas Solovetsky, no extremo norte do Mar Branco, onde o primeiro campo permanente do sistema penal soviético (Gulag), o campo de prisioneiros de Solovki, foi construído em 1923. A pedra repousa sobre um pedestal de granito com a inscrição "Às vítimas da repressão política". O monumento foi erguido em 1990 para homenagear as vítimas da repressão política na União Soviética. Desde então, tem sido o foco de reuniões e cerimônias anuais e ocasionais: em particular, o Dia em Memória das Vítimas da Repressão Política de 1991 em diante, em 30 de outubro, e, desde 2007, "Restaurando os Nomes" no dia anterior.
Tem sido o foco de homenagens desde 16 de fevereiro de 2024, quando o Serviço Penitenciário Federal anunciou que o ativista e líder da oposição, Alexei Navalny, havia morrido na prisão de Yamalo-Nenets, na Sibéria Ocidental.

## De Arkhangelsk a Moscou

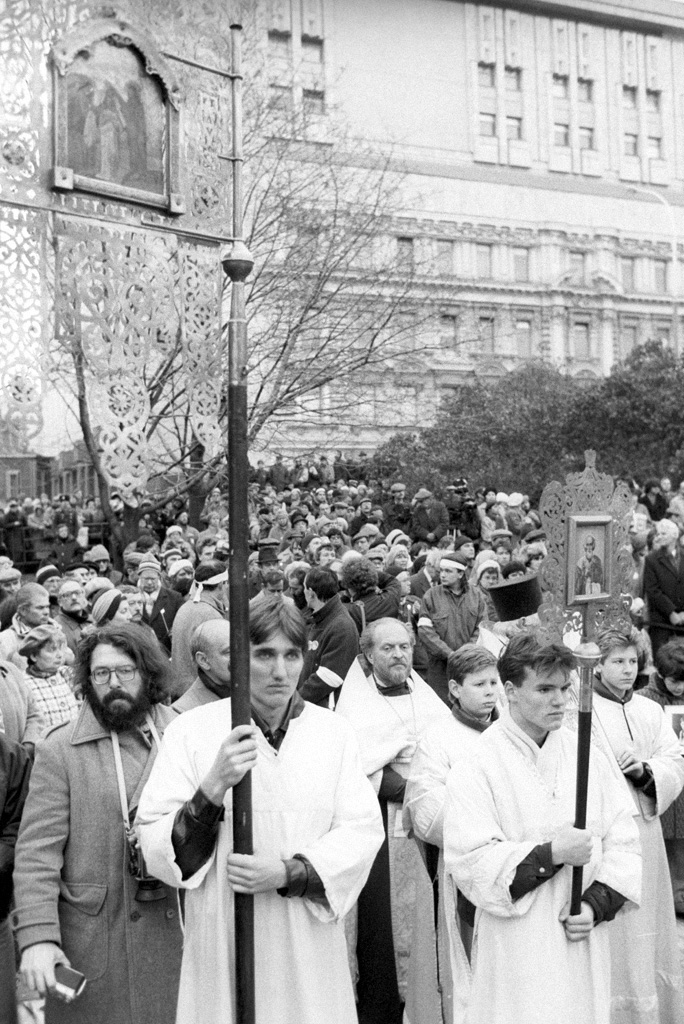
Gleb Yakunin prestando um serviço memorial às vítimas da repressão política stalinista durante a inauguração da Pedra Solovetsky na Praça Lubyanka, Moscou, em 30 de outubro de 1990

O primeiro memorial "Pedra Solovki" foi erguido na região de Arkhangelsk, noroeste da Rússia, pela sociedade local Sovest (Consciência). Este monumento foi criado numa época em que o debate sobre a futura forma de qualquer memorial às vítimas do stalinismo ainda não havia sido resolvido. Posteriormente, muitos monumentos erguidos por toda a Rússia em homenagem às vítimas do regime soviético imitaram a mesma simplicidade austera e abstrata, usando também grandes pedras sem forma ou toscamente talhadas; por exemplo, o memorial no cemitério Bugrovskoe de Nizhny Novgorod.
De acordo com a ONG russa Memorial, o monumento foi erguido em 30 de outubro de 1990 para comemorar uma iniciativa de 1974 de presos políticos para estabelecer um "Dia dos Presos Políticos na URSS". Em 1991, o Soviete Supremo da Rússia estabeleceu oficialmente 30 de outubro como Dia da Memória das Vítimas da Repressão Política. Foi em 30 de Outubro de 2007 que Vladimir Putin visitou o campo de tiro de Butovo, perto de Moscou, e dez anos mais tarde, na mesma data, ele e o Patriarca Kirill da Igreja Ortodoxa Russa inauguraram o Muro da Tristeza na própria cidade.

## São Petersburgo, 2002
Uma terceira Pedra Solovetsky foi finalmente erguida em 2002 em São Petersburgo, no jardim público na Praça Troitskaya.
Projetado por Yevgeny Ukhnalyov, é oficialmente conhecido como Memorial às Vítimas da Repressão Política em Petrogrado-Leningrado. O monumento é uma matacão de granito de 10 toneladas retirada 50 metros do local de uma execução em massa no campo de prisioneiros de Solovki em dezembro de 1923. A rocha está colocada sobre uma base de granito polido com quatro inscrições: "Aos presos do Gulag", "Às vítimas do terror comunista", "Aos que lutaram pela liberdade" e um famoso verso do longo poema Requiem (1935-1961), de Anna Akhmatova: "Gostaria de me lembrar de todos eles pelo nome,/ mas..." (as listas já foram feitas — não há ninguém para perguntar). [Хотелось бы всех поименно назвать...]
O monumento foi inaugurado em 4 de setembro de 2002, na preparação para as comemorações do tricentenário da fundação de São Petersburgo. De acordo com a Enciclopédia Solovki, o arquiteto Ukhnalyov e o deputado Duma Estatal, Yuly Rybakov, cobriram os custos da criação do memorial, incluindo o transporte dos 10.400kg pedra das Ilhas Solovetsky no Mar Branco. Um dos principais monumentos da antiga União Soviética às vítimas do terror político, o Cemitério Memorial de Levashovo, já existia em São Petersburgo, mas a administração da cidade não fez nenhuma contribuição, embora tivesse uma verba orçamental significativa de fundos federais e regionais para celebrar os trezentos anos da existência da cidade no rio Neva.